# Kinesisk-ortodoxa kyrkan
Kinesisk-ortodoxa kyrkan, också kallad Kinesiska ortodoxa kyrkan (Förenklad kinesiska: 中华东正教会; traditionell kinesiska: 中華東正教會; ryska: Китайская православная церковь; translitteration: Kitajskaja pravoslavnaja tserkov), Ortodoxa kyrkan i Kina eller Kinesisk ortodoxi, är en autonom östortodox kristen kyrka som är baserad Kina.

## Historik

### 1600- och 1800-talet
Den kinesiska ortodoxins ursprung kan spåras tillbaka till slutet av 1600-talet.
Under 1800-talet började medlemmar från den rysk-ortodoxa kyrkan missionera i Kina om den ortodoxa kristna tron.

### 1900-talet
1914 fanns det omkring 5 000 kinesisk-ortodoxa kristna i landet.
Efter ryska revolutionen 1917 ökade den östortodoxa befolkningen i Kina via ryssar som invandrade till landet.
1939 fanns det fem biskopar i landet och även ett östortodoxt universitet i staden Harbin.
1949 fanns det 100 000 troende, 60 församlingar, 200 präster och två kloster i Manchuriet, samt 150 församlingar och 200 000 troende i resten av Kina.
Vid början av 1960-talet hade kyrkan ungefär 20 000 medlemmar.
Moskvapatriarkatet (rysk-ortodoxa kyrkan) gav den kinesisk-ortodoxa kyrkan autonom status 1956 och återkallade dess ryska hierarki. Vid den tiden fanns det omkring 20 000 troende, med en biskop i Shanghai och en i Peking.

#### Under och efter kulturrevolutionen
I början av kulturrevolutionen i Kina inleddes attacker mot kyrkor. Filologen Vladimir Levitskij, som såg händelserna, beskrev förljande:
"Det jag var tvungen att se fyllde min själ med fasa: trummor ljöd, folkmassan tjuter och rop hördes, rök bolmade fram... Katedralens staket var fyllt av hongweibier [rödgardister]. En del av dem klättrade upp på katedralens tak för att sätta upp röda flaggor där, medan andra tog våra heliga saker inifrån och kastade dem i de tända eldarna, där allt brann och glänste i solen. Alla ikoner i katedralen och kapellen brändes på bålen... Klockorna i de tre kyrkorna upphörde inte att ringa under branden och ringde i flera dagar efteråt och plågade de troendes själar – dessa kinesiska huliganer hade äntligen fått tag på det som tidigare varit förbjudet för dem och njöt nu av sin triumf."

Efter revolutionen återvände majoriteten av de ryska prästerna och andra troende antingen till Sovjetunionen eller flydde till väst. 1955 fanns endast 30 ryska präster kvar i landet.
Det tog många år innan ortodoxin i Kina började återhämta sig. 1984 ledde ärkeprästen Grigorij Zhu den första liturgin i Förbönskyrkan i Harbin (se bilden nedan). Efter det började en liten grupp rysk-ortodoxa och kinesisk-ortodoxa kristna att restaurera kyrkor i olika städer runt om i landet.

## Kinesisk-ortodoxa kyrkor (urval)

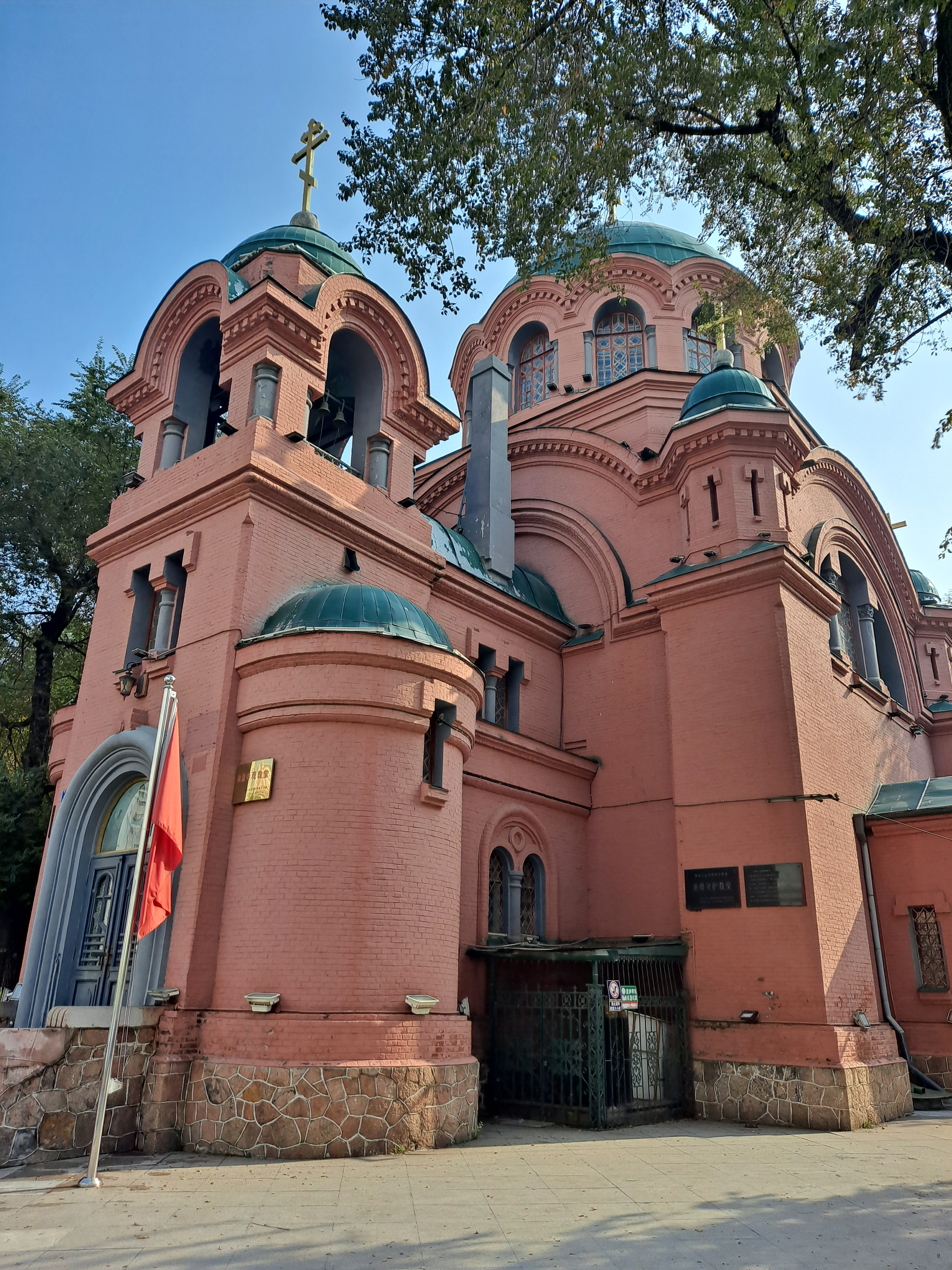
Förbönskyrkan i Harbin.
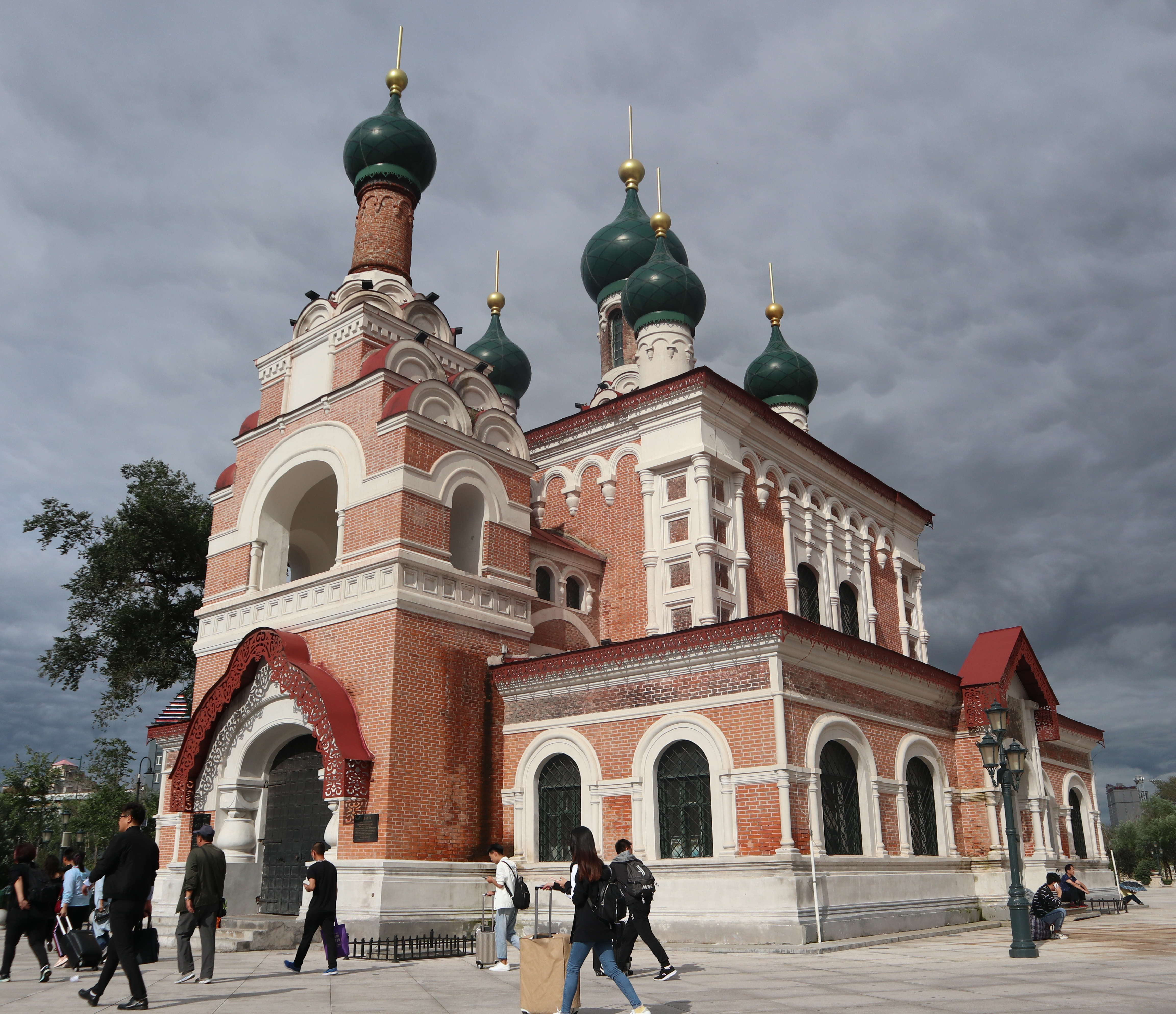
Theotokos kyrka i Harbin.
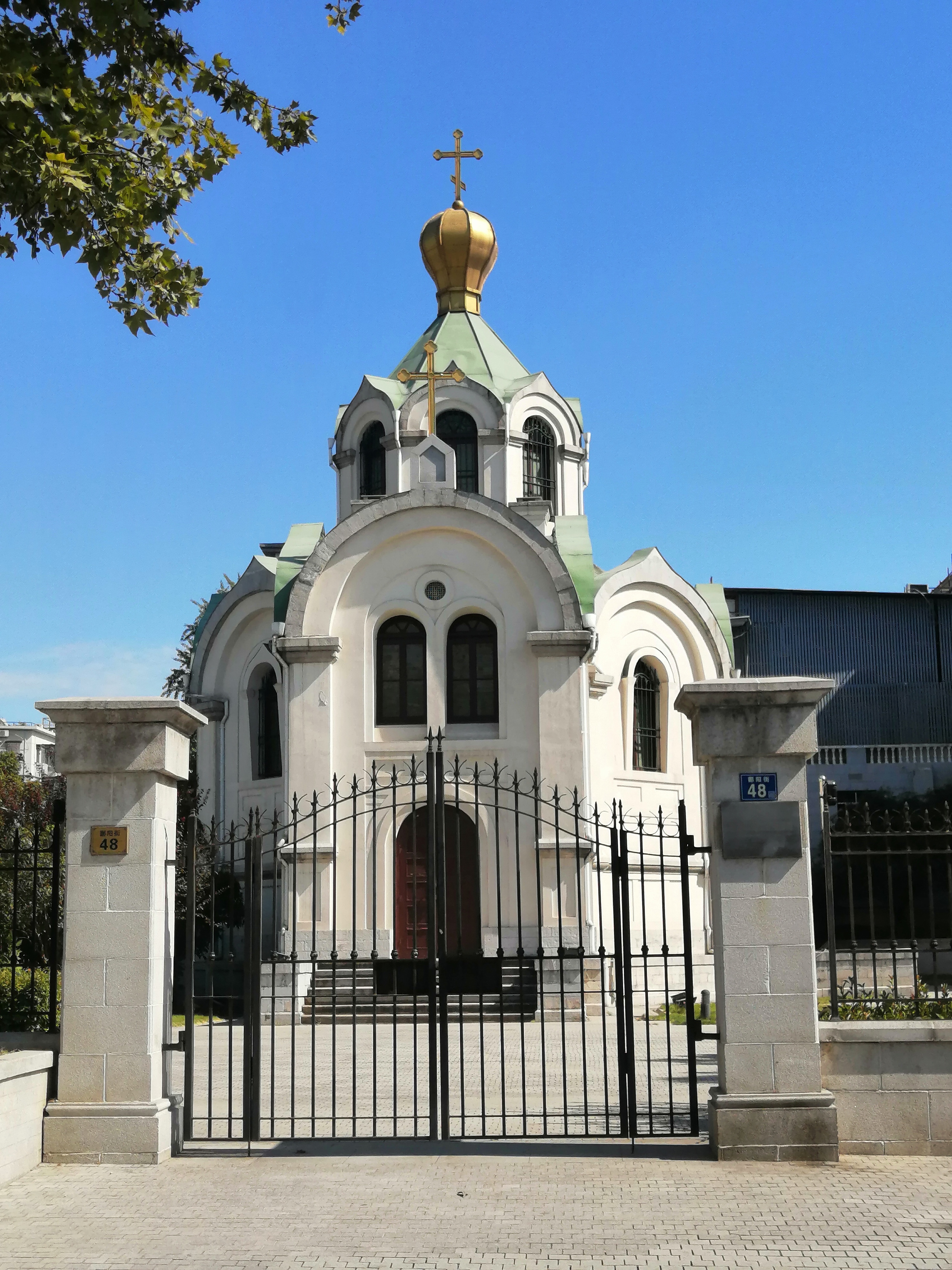
Alexander Nevskij-kyrkan i Hankou.